# Bozrah
Bozrah város az USA Connecticut államában, New London megyében. Lakosainak száma 2429 fő (2020. április 1.).

## Népesség
A település népességének változása:

| 2010 | 2 627 |
| 2020 | 2 429 |